# Sistema di codifica delle espressioni facciali

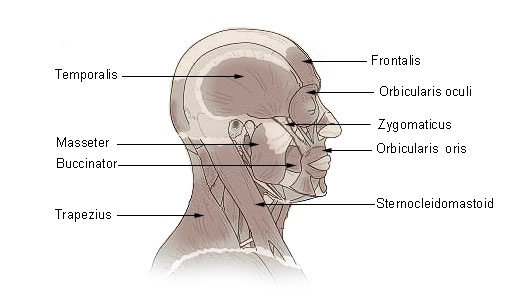
Muscoli della faccia e del collo

Il sistema di codifica delle espressioni facciali è un metodo di anatomia funzionale per descrivere, tassonomicamente e fisiologicamente i movimenti facciali che si creano all'azione delle contrazioni dei muscoli facciali, ancorati alle ossa e aderenti alla pelle. Questi comportamenti facciali danno nascita a delle espressioni facciali che possono essere singole o combinate e volontarie o involontarie. Non tutte le espressioni date dai movimenti hanno una inferenza emozionale, ma molte delle quali sono solo cognitive. I metodi di classificazione dei movimenti facciali si basano prevalentemente sulla codifica che riguarda l'assegnazione di un movimento facciale, in seguito alla codifica si può assegnare una decodifica e dare una interpretazione dello spettro mimico in relazione al tono dell'umore o comunicativo.
Ogni emozione ha molti movimenti distinti e di intensità diverse, ad esempio prendendo in esame la rabbia ci sono più di cento movimenti della muscolatura facciale che possono essere interpretate con questa emozione, che può variare dal tipo di movimento facciale, dalla composizione della parte anatomica e dall'intensità. Di conseguenza dalla nomenclatura dei movimenti facciali in base alle emozioni che un soggetto prova si può capire se i muscoli coinvolti sono quelli che generano una emozione reale o meno e, l'intensità di una emozione provata o ancora capire se è una emozione mascherata con un'altra, dunque anche per le espressioni facciali sottili. Per facilitare questo compito è nata l'esigenza di avere uno strumento atto a prendere in esame ogni singolo movimento e descriverlo.
Gli strumenti come il FACS possono presentare criticità quando i soggetti presentano morfologie diverse per via del grasso, dall'età, dai lineamenti, dalla struttura ossea o dai traumi facciali, in particolare nel FACS di Ekman e Friesen viene ignorata l'unità d'azione 3 (ma presente negli adulti, anche se non viene rilevata), per via del grasso sottocutaneo dei bambini piccoli, viene assegnata solo nel Baby FACS.
I muscoli più importanti del volto umano e nei sistemi di codifica delle espressioni facciali si possono classificare in: per distinguere toni piacevoli e quelli spiacevoli sono: lo zygomatic major e il corrugator supercilii. I muscoli più importanti d'impegno sono: il frontalis e il procerus che lo contrappone. I muscoli più importanti inferiori sono: il risorius e il mentalis. La maggior parte di questi muscoli sono longitudinali, contraggono e stirano la pelle in una sola direzione. Nel volto umano sono presenti due cappi che fluttuano liberamente senza giunti all'osso a nessuna delle due estremità. L'orbicularis oris si trova dentro alle labbra e intorno. L'orbicularis oculi fa chiudere gli occhi e si divide in parte interna e parte esterna.
Ancora prima di Hjortsjö, una prima classificazione in formato fotografico e con descrizioni è stata fatta da Duchenne, utilizzando degli elettrodi su un paziente che non provava dolore sul volto. Esistono vari sistemi per la codifica e la decodifica dei movimenti facciali. Oltre ai sistemi per gli esseri umani, sono stati sviluppati in seguito sistemi di codifica adattati per gli animali come ad esempio gli scimpanzé, cani e cavalli. A differenza dei sistemi di codifica per animali, quelli sviluppati per l'uomo sono più complessi per via della presenza di un numero maggiore di muscoli facciali rispetto a tutti gli altri animali.
Viene applicato in vari ambiti professionali come la psicoterapia, l'animazione, la visione artificiale e la medicina, dove trova maggior riscontro per il dolore o nella depressione, ad esempio, si può osservare il segno dell'omega (Ω) sulla fronte, data dal muscolo corrugator supercilii, nei soggetti con una forte depressione clinica, e distinguerla da altri cambiamenti di movimenti facciali che sono tipici della decodifica della tristezza.

## Il Metodo di Hjortsjo: Man's Face and Mimic Language
È il primo sistema di codifica delle espressioni facciali, sistematico nella descrizione delle azioni specifiche dei muscoli facciali e dei relativi significati emozionali. Elaborato nel 1969 da Hjortsjo, docente di anatomia all'università svedese di Lund, che parte da spiegazioni di carattere anatomico, per arrivare a descrizioni di variazioni dell'aspetto del volto dovute all'attività muscolare e alla loro classificazione sulla base delle emozioni corrispondenti. Ogni movimento - azione facciale riporta un numero e la descrizione dei cambiamenti d'aspetto. I principali precedenti studi a quelli di Hjortsjo sono stati svolti da Landis (1924), Frois-Wittman (1930), Fulcher (1942). Successivamente a Hjortsjo sono seguite le pubblicazioni svolte da Ekman e Friesen (1978), Birdwhistell (1970), Grant (1969), Blurton-Jones (1971), Brannigan e Humphries (1971), McGrew (1972), Nystrom (1974), Ekman e Friesen (1978), Ermiane e Gergerian (1978), Izard (1979), Freitas-Magalhães (2018).
Hjorstjo muore nel 1978, il suo manuale non è stato molto divulgato ed è poco conosciuto.

## Facial Action Coding System
Nel 1975 Ekman e Friesen iniziano a presentare un nuovo sistema di codifica dei movimenti facciali e nel 1978 introducono il Facial Action Coding System (FACS), che ha richiesto otto anni di lavoro per la prima pubblicazione completa. Presenta molte analogie al manuale di Hjortsjo. Il sistema analogamente a quello di Hjorstjo analizza le espressioni facciali scomponendole nelle più piccole unità d'azione (action unit - AU), anche la numerazione è molto simile a quella di Hjortsjo. Nel Facial Action Coding System troviamo in aggiunta alcune codifiche supplementari, la descrizione dell'apertura della bocca, i movimenti della testa e degli occhi.
Il FACS si applica a tutti i soggetti umani sopra i 3 anni di vita.
Mentre nel Manuale di Hjorstjo sono elencate nell'ultimo capitolo le interpretazioni delle azioni, descrivendo 8 famiglie emozionali, il FACS è solamente descrittivo. Ekman e Friesen creano EMFACS per l'interpretazione, descrivendo 6 famiglie emozionali.
Il FACS è stato creato tenendo conto di essere completamente autodidattico e quindi di apprenderlo in maniera autonoma, senza l'ausilio di corsi di formazione e insegnanti. Ad oggi, non esistono centri di formazione ufficiali autorizzati dal Paul Ekman Group nel mondo, e quindi nemmeno in Italia.

## Maximally Discriminative Facial Movement Coding System
Una versione minore del sistema di codifica delle espressioni facciali è il Maximally Discriminative Facial Movement Coding System (MAX) o più semplicemente Maximally Discriminative Facial Coding System realizzato da Carroll Izard come autore principale e Paul Ekman. Inizialmente nato per l'assegnazione di movimenti facciali nei neonati e bambini. Rispetto al FACS si basa sulla decodifica delle emozioni ed è limitato nei cambiamenti d'aspetto (AC), per questo motivo viene anche chiamato Maximally Discriminative Affect Coding System, trova analogie con il metodo EMFACS. Una applicazione di questo strumento in ambito clinico è capire se un neonato prova dolore. Altri sistemi per sapere se un neonato o bambino prova dolore sono il NFCS sviluppato nel 1987 e il CFCS sviluppato nel 1996.

## Baby FACS
Il Baby F.A.C.S. è stato elaborato da Oster (1977) come adattamento per i neonati e bambini piccoli del FACS di Ekman e Friesen. Esso prende in considerazione le particolarità della muscolatura facciale dei bambini, diversa per struttura, anche se già perfettamente sviluppata, in funzione della suzione, fin da prima della nascita. Viene applicato fino ai 3-5 anni del bambino (età prescolare).
Strumenti in ambito clinico come il PainChek Infant, si basano sul Baby FACS.
In Europa applicano i sistemi di codifica vari centri tra cui NCCR Affective Sciences (Svizzera), University of Duisburg-Essen (Germania), Istituto Universitario de Lisboa (Portogallo), University of Strasbourg (Francia).

## In televisione
Nel 2009 la Fox ha prodotto Lie to Me. Il protagonista della serie, dottor Lightman (Tim Roth), ispirato a Paul Ekman utilizza l'analisi delle espressioni facciali. La serie è andata in onda fino al 2011, per un totale di tre stagioni.